# Dębina Gdańska
Dębina Gdańska – nieczynny przystanek osobowy w Dębinie, w powiecie malborskim w województwie pomorskim, wchodzący w skład sieci Gdańskich Kolei Dojazdowych. Położony na linii kolejowej z Lichnów do Lipinki Gdańskiej otwartej w 1898 roku. W 1996 roku linia ta została zamknięta dla ruchu towarowego.